# Anodus donnianus
Anodus donnianus là một loài rêu trong họ Seligeriaceae. Loài này được (Sm.) Bruch & Schimp. mô tả khoa học đầu tiên năm 1846.